# Phyciodes pratensis
Phyciodes pratensis är en fjärilsart som beskrevs av Hans Hermann Behr 1863. Phyciodes pratensis ingår i släktet Phyciodes och familjen praktfjärilar. Inga underarter finns listade i Catalogue of Life.